# تپه سرچاه‌ها
تپه سرچاه‌ها در شهرستان دورود، بخش مرکزی، بهرام آباد علیا واقع شده و این اثر در تاریخ ۲۴ اسفند ۱۳۸۳ با شمارهٔ ثبت ۱۱۷۰۶ به‌عنوان یکی از آثار ملی ایران به ثبت رسیده است.